# Олексій Філантропен
Олексій Дука Філантропен (бл. 1270 — після 1340) — державний та військовий діяч Візантійської імперії.

## Життєпис
Походив з роду Тарханіотів. Другий син Михайла Палеолога Тарханейота, великого доместіка, та Марія, доньки Олексія Дуки Філантропена, мегадукса (очільника флоту). По бабці за батьківською лінією належав до династії Палеологів. Народився близько 1270 року в Константинополі. Взяв прізвища діда по матері. Здобув гарну освіту.
У 1293 році призначено стратегом Фракісійської феми з почесним титулом пінкерн. Водночас йому були підпорядковані сусідні феми. Зміцнивши дисципліну вирушив проти тюркським бейліків. Спочатку завдав поразки у битві біля Ахирея, після чого змусив сельджуків звільнити долину річки Меандр. За цим сплюндрував бейлік Ментеш та звільнив місто Мілет від данини бейлікам. У 1294 році відбив напад на Прієну і Дідіму. Водночас на його бік стали переходили загони сельджуків, що тікати після монгольського походу на схід Малої Азії. У 1294 році оженився на представниці роду Акрополітів.
У 1295 році оголосив себе імператором, до чого його спонукали оточення й тюркські військовики. На його бік перейшла частина азійських фем. Але в подальшому Олексія Філантропен зіткнувся з труднощами. В цей час імператор Андронік II запропонував йому титул цезаря. Під час подальших перемовин Філантропена було схоплено й засліплено. Його військо розпалося, чим скористалися ворожі бейліки.
Перебував у засланні до 1324 року, коли на прохання константинопольського патріарха Ісаї та з огляду на скруту в азійських фема, імператор звільнив Філантропена. На чолі невеличкого війська звільнив від облоги місто Філадельфія. Після чого Олексія призначено його дукою. На цій посаді успішно діяв проти тюрків до 1327 року.
У 1327 році призначено стратегом феми лесбос, але вже у 1328 році звільнено від цієї посади новим імператором Андроніком III. У 1335 році генуезці на чолі із Доменіко Каттанео захопили Лесбос. Тому Філантропено було доручено його звільнити. Це вдалося до 1336 року. Призначено стратегом феми Лесбос. У 1337 році відбив надав з боку беліка Айдин на острів. остання згадка відноситься до 1340 року.

## Родина
Дружина — Феодора, донька Костянтина Акрополіта, великого логофета
Діти:
- Михайло Філантропен, генерал.